# Cina cea de Taină (Leonardo da Vinci)
 Cina cea de taină  (în italiană Il Cenacolo sau La Ultima Cena) este o pictură murală a lui Leonardo da Vinci, realizată între 1495 și 1498 pentru patronul său, ducele Ludovic Sforza din Milano.
Cina cea de taină, care este una din cele mai celebre picturi din istoria universală a artelor, se găsește în fosta sală de mese a bisericii dominicane Santa Maria delle Grazie din Milano.

## Descriere
Lucrarea măsoară 460 x 880 cm și a fost executată în tempera și ulei, aplicate pe un strat dublu de ipsos, în perioada cuprinsă între 1494 și 1497. Pictura reprezintă scena biblică a Ultimei Cine a lui Iisus Hristos, așa cum este descrisă în Evanghelia după Ioan (13:21), redând reacțiile diferite ale apostolilor săi, după ce Isus anunțase că unul dintre discipolii săi îl va trăda. Forma definitivă a fost precedată de studii amănunțite, schițele corespunzătoare s-au păstrat și se găsesc în Muzeul Albertina din Viena, la "Accademia" din Veneția și în "Royal Library" din castelul Windsor.

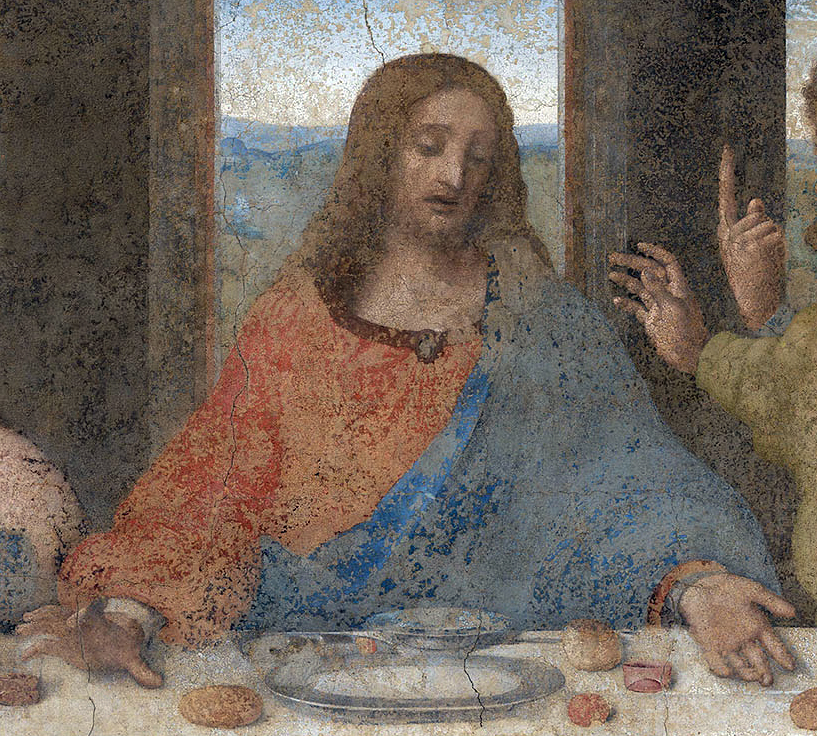
Leonardo da Vinci - Figura lui Isus, studiu pentru Cina cea de Taină

Tehnica folosită de Leonardo, lucrând pe tencuială uscată cu materiale asemănătoare picturilor pe lemn, s-a dovedit neadecvată, rezultatul fiind că, după puțin timp, vopseaua a început să se desprindă, fapt atestat într-o scrisoare a lui De Beatis din 1517, adresată cardinalului din Aragona. În cursul secolelor, pictura a fost de mai multe ori restaurată, rezultatele fiind mai degrabă negative, întunecându-se suprafața pictată. Călugării dominicani au distrus peretele inferior, deschizând o ușă chiar la mijloc, eliminând astfel picioarele lui Iisus. Ultima restaurare, începută în 1948 și terminată la 28 mai 1999, a reînnoit pigmentul colorant milimetru cu milimetru, restituind și consolidând astfel ceea ce mai rămăsese din pictură și readucând la vedere aspecte dotate de o luminozitate și prospețime neașteptate. În august 1943, în urma unui bombardament aerian, tavanul încăperii se prăbușește dar pictura rămâne ca prin minune intactă, protejată doar de câțiva saci cu nisip.
În 1980, împreună cu biserica și cu mănăstirea dominicană, opera lui Leonardo a fost declarată de către UNESCO patrimoniu al umanității.
Redând furtuna născută în sufletul discipolilor la auzul cuvintelor "Unul dintre voi mă va trăda!", artistul a redat felul divers în care, potrivit vârstei și temperamentului, apostolii au reacționat la aceste cuvinte fatidice. Cea mai mare parte dintre personajele picturii sunt atât de precis și complet construite, încât ar putea fi desprinse pentru a figura ca niște portrete independente, deși integrarea lor în ansamblu este perfectă.

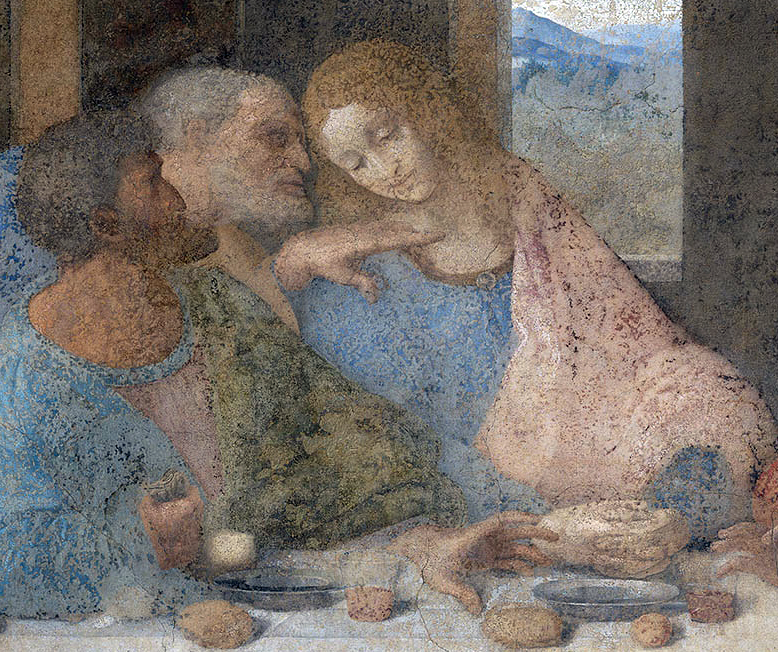
Cina cea de Taină - Detaliu: primul grup din dreapta lui Isus

Compozițional, Cina cea de Taină a fost construită după raționamente aproape matematice. Apostolii au fost împărțiți în patru grupuri de câte trei, dispuse două la dreapta și două la stânga lui Isus, care se află în centru. Spre a fi mai proeminent, Isus a fost situat în dreptul unei ferestre prin care se vede un peisaj cu orizontul foarte coborât, având deci ca fundal cerul. Părerea care dăinuise multă vreme privitoare la rolul secundar al culorii la Leonardo, explicându-se aceasta prin formația sa toscană în care avea întâietate realizarea reliefului - "il rilievo" - ca obiectiv pictural, a fost infirmată prin lucrările moderne de restaurare.
Există două copii în mărime naturală a Cinei lui Leonardo: una se găsește la Biserica Minoriților din Viena, alta în muzeul mănăstirii din Tongerlo (Belgia).
După unele interpretări, discipolul din dreapta lui Isus Hristos, apostolul Ioan, ar putea fi o femeie, și anume Maria Magdalena, cu care Isus ar fi fost căsătorit (Vezi: Codul Da Vinci de Dan Brown, 2003).

## Galerie de imagini

Cina cea de taină (după ultima restaurare)